# تور-قامیش
تور-قامیش (به لاتین: Tor-Kamysh) یک منطقهٔ مسکونی در قرقیزستان است که در شهرستان آق‌سی واقع شده‌است. تور-قامیش ۸۷۵ نفر جمعیت دارد و ۸۷۰ متر بالاتر از سطح دریا واقع شده‌است.